# Mihai Budeanu
Mihai Budeanu (n. 3 iulie 1974, Constanța), cunoscut și sub numele de scenă Negrutzu, este un cântăreț și dansator român, cunoscut în principal ca fiind unul din membrii formației 3rei Sud Est.

## Carieră
În 1992, Budeanu și Viorel Șipoș au format un duo de dansatori numit Original Dance (mai apoi AV37), care îl acompania pe Laurențiu Duță în spectacolele muzicale ale acestuia. În 1997, cei trei au format trupa de muzică dance 3rei Sud Est pentru care Budeanu și Șipoș au început să contribuie și cu partea de voce. Grupul a avut succes în industria muzicală românească, doborând și un număr de recorduri de vânzări. 3rei Sud Est s-a destrămat în 2008, dar s-a reunit în 2014 sub aceeași componență.
În paralel cu 3rei Sud Est, Budeanu a avut și o carieră solo sub numele de scenă Negrutzu. A colaborat la piesele „Așa-i frumos” și „Unii nu înțeleg” pentru albumul Nicăieri nu-i ca acasă (1998) al formației de hip hop La Familia și cu rapper-ul Sișu pentru piesa „Spune-mi ce vrei” de pe albumul de debut al acestuia, Strada mea (2000). În 2005, Budeanu a lansat singurul album de studio ca solist, Negrutzu. Piesa „M-ai mințit”, în colaborare cu Simona Nae, a fost promovată printr-un videoclip muzical. În perioada dintre destrămarea și reunirea trupei 3rei Sud Est, Budeanu a inițiat, alături de DJ-ul Emil Lassaria, proiectul muzical Beat Music (numit astfel după studioul deținut de Budeanu).
În anul 2007, a fost una dintre celebritățile participante la al patrulea sezon al emisiunii concurs Dansez pentru tine transmisă de postul Pro TV. Acesta, alături de partenera sa de dans, Claudia Furpass, au fost a treia pereche eliminată din competiție.

## Viață personală
Budeanu s-a căsătorit în 2005 cu Emma, în urma unei relații de doisprezece ani. Aceștia au împreună doi copii, un băiat și o fată. În noiembrie 2020, în timpul pandemiei de COVID-19, Budeanu a fost infectat cu virusul SARS-CoV-2 și internat la Spitalul Municipal Medgidia în secția de terapie intensivă.